# Serie A2 2009-2010 (rugby a 15)
La serie A2 2009-10 fu il terzo campionato intermedio tra la seconda e la terza divisione di rugby a 15 in Italia.
Si tenne dal 27 settembre 2009 al 2 maggio 2010 tra 12 squadre a girone unico, e le sue due prime classificate parteciparono serie A1 della stagione successiva, mentre solo la prima classificata fu ammessa ai play-off promozione in Eccellenza della contemporanea edizione di serie A1.
Rispetto alle decisioni sportive maturate nella precedente stagione di serie B e di A1, il campionato subì le seguenti variazioni:
- A seguito della rinuncia del Calvisano a prendere parte alla stagione di Super 10, la F.I.R. assegnò il club alla serie A2, categoria nella quale fino alla stagione precedente militava la selezione cadetta dello stesso club[1];
- Il Firenze 1931 (retrocesso dall'A1 all'A2) e il Badia (quarto in A2) furono ripescati e assegnati alla serie A1[1].

A vincere il campionato fu il San Gregorio che guadagnò la promozione in A1 e accedette ai play-off promozione per l'Eccellenza 2010-11.
Amatori Alghero (poi ripescata) e Mirano retrocessero in Serie B; le Fiamme Oro furono promosse in A1 dopo lo spareggio con l'ultima classificata in A1; CUS Verona perse invece lo spareggio che garantì la salvezza in A1 al Badia.
Successivamente, in seguito ad accorpamenti e fusioni societarie che riguardarono l'Eccellenza, all'inizio della stagione successiva rimasero vacanti dei posti in A1 che furono presi da Calvisano (che aveva rinunciato in precedenza allo spareggio promozione pur avendone guadagnato titolo) e lo stesso CUS Verona; ancora, la stessa Amatori Alghero, retrocessa, fu ripescata in A2 per la stagione successiva.

## Squadre partecipanti
| Club               | Sponsor                           | Città     | Impianto interno                 |
| ------------------ | --------------------------------- | --------- | -------------------------------- |
| Amatori Alghero    | Novaco (edilizia)                 | Alghero   | Stadio Maria Pia                 |
| Amatori Catania    |                                   | Catania   | Stadio Goretti                   |
| Asti               |                                   | Asti      | Stadio del Rugby                 |
| Calvisano          | Cammi (edilizia)                  | Calvisano | Stadio San Michele               |
| CUS Verona         | Franklin&Marshall (abbigliamento) | Verona    | C.S. Gavagnin-Nocini             |
| Fiamme Oro         |                                   | Roma      | C.S. P.S. Ponte Galeria          |
| Gladiatori Sanniti |                                   | Benevento | Stadio Pacevecchia               |
| Lyons              |                                   | Piacenza  | Stadio Beltrametti               |
| Mirano             |                                   | Mirano    | Stadio del Rugby                 |
| Pro Recco          |                                   | Recco     | Stadio Androne                   |
| Riviera            |                                   | Mira      | Nuovi impianti sportivi comunali |
| San Gregorio       |                                   | Nicolosi  | Stadio Monti Rossi               |

## Formula
Il campionato si tenne a girone unico; le prime due classificate tra le non cadette accedettero direttamente alla serie A 2010-11 e, limitatamente alla prima, questa concorse ai play-off di promozione in Eccellenza 2010-11 insieme alle prime tre classificate di serie A1 2009-10.
Le ultime due squadre retrocedettero direttamente in serie B 2010-11; le squadre classificate al nono e decimo posto spareggiarono rispettivamente contro la dodicesima e undicesima classificata di serie A1, in gara doppia con prima partita in casa per la formazione di serie A2.
Le due squadre sconfitte di tali play-out retrocedettero in serie B 2010-11; quelle vincitrici invece la serie A2 2010-11.

## Stagione regolare
| 27-9-2009  | 1ª/12ª giornata                | 10-1-2010 |
| ---------- | ------------------------------ | --------- |
| 28-24      | Am. Catania - Mirano           | 10-17     |
| 30-7       | Pro Recco - Gladiatori Sanniti | 25-24     |
| 25-23      | CUS Verona - Calvisano         | 8-29      |
| 9-8        | Lyons - Asti                   | 6-10      |
| 3-37       | Alghero - San Gregorio         | 13-33     |
| 23-19      | Riviera - Fiamme Oro           | 5-22      |
|            |                                |           |
| 18-10-2009 | 4ª/15ª giornata                | 31-1-2010 |
| 31-25      | Fiamme Oro - Am. Catania       | 23-17     |
| 41-7       | Asti - Mirano                  | 13-16     |
| 11-8       | Riviera - Pro Recco            | 20-27     |
| 43-21      | San Gregorio - CUS Verona      | 23-3      |
| 30-23      | Gladiatori Sanniti - Alghero   | 20-11     |
| 9-7        | Calvisano - Lyons              | 25-13     |
|            |                                |           |
| 8-11-2009  | 7ª/18ª giornata                | 28-3-2010 |
| 24-18      | Am. Catania - Pro Recco        | 19-32     |
| 9-3        | Mirano - Gladiatori Sanniti    | 3-11      |
| 10-10      | Alghero - CUS Verona           | 12-32     |
| 15-12      | Lyons - Riviera                | 23-13     |
| 22-12      | Fiamme Oro - San Gregorio      | 18-23     |
| 3-12       | Asti - Calvisano               | 8-30      |
|            |                                |           |
| 13-12-2009 | 10ª/21ª giornata               | 25-4-2010 |
| 11-10      | Alghero - Am. Catania          | 20-36     |
| 33-19      | Lyons - Mirano                 | 46-5      |
| 22-13      | Pro Recco - Asti               | 15-23     |
| 8-31       | CUS Verona - Fiamme Oro        | 13-12     |
| 15-12      | Riviera - Gladiatori Sanniti   | 21-18     |
| 15-13      | San Gregorio - Calvisano       | 16-11     |

| 4-10-2009  | 2ª/13ª giornata                   | 17-1-2010 |
| ---------- | --------------------------------- | --------- |
| 26-10      | Calvisano - Am. Catania           | 36-13     |
| 23-22      | Mirano - Pro Recco                | 7-47      |
| 15-15      | Gladiatori Sanniti - CUS Verona   | 5-35      |
| 35-19      | Fiamme Oro - Lyons                | 12-16     |
| 8-3        | Asti - Alghero                    | 10-7      |
| 21-18      | San Gregorio - Riviera            | 29-11     |
|            |                                   |           |
| 25-10-2009 | 5ª/16ª giornata                   | 21-2-2010 |
| 7-25       | Am. Catania - Gladiatori Sanniti  | 2-15      |
| 16-20      | Mirano - Calvisano                | 10-38     |
| 24-13      | Pro Recco - CUS Verona            | 16-20     |
| 12-14      | Lyons - San Gregorio              | 20-36     |
| 15-14      | Alghero - Riviera                 | 8-40      |
| 25-12      | Fiamme Oro - Asti                 | 23-16     |
|            |                                   |           |
| 29-11-2009 | 8ª/19ª giornata                   | 11-4-2010 |
| 12-21      | San Gregorio - Am. Catania        | 13-6      |
| 20-17      | Alghero - Mirano                  | 26-16     |
| 21-7       | Pro Recco - Lyons                 | 10-19     |
| 24-8       | CUS Verona - Asti                 | 3-26      |
| 20-11      | Gladiatori Sanniti - Fiamme Oro   | 3-41      |
| 12-12      | Riviera - Calvisano               | 21-34     |
|            |                                   |           |
| 20-12-2009 | 11ª/22ª giornata                  | 2-5-2010  |
| 36-10      | Am. Catania - Lyons               | 8-29      |
| 12-33      | Mirano - CUS Verona               | 8-22      |
| 30-7       | Calvisano - Pro Recco             | 16-15     |
| 10-18      | Gladiatori Sanniti - San Gregorio | 30-62     |
| 27-3       | Fiamme Oro - Alghero              | 23-16     |
| 16-12      | Asti - Riviera                    | 18-30     |

| 11-10-2009 | 3ª/14ª giornata                | 24-1-2010 |
| ---------- | ------------------------------ | --------- |
| 48-13      | Am. Catania - Asti             | 0-12      |
| 7-29       | Mirano - Fiamme Oro            | 16-39     |
| 18-10      | Pro Recco - San Gregorio       | 3-38      |
| 8-14       | CUS Verona - Riviera           | 18-15     |
| 26-0       | Lyons - Gladiatori Sanniti     | 7-13      |
| 14-7       | Alghero - Calvisano            | 7-50      |
|            |                                |           |
| 1-11-2009  | 6ª/17ª giornata                | 7-3-2010  |
| 20-17      | Riviera - Am. Catania          | 12-9      |
| 59-7       | San Gregorio - Mirano          | 33-11     |
| 29-10      | Pro Recco - Alghero            | 23-8      |
| 20-28      | Lyons - CUS Verona             | 7-13      |
| 16-21      | Gladiatori Sanniti - Asti      | 9-5       |
| 21-15      | Calvisano - Fiamme Oro         | 18-13     |
|            |                                |           |
| 6-12-2009  | 9ª/20ª giornata                | 18-4-2010 |
| 5-14       | Am. Catania - CUS Verona       | 5-23      |
| 15-12      | Mirano - Riviera               | 6-27      |
| 24-3       | Fiamme Oro - Pro Recco         | 17-13     |
| 26-0       | Calvisano - Gladiatori Sanniti | 42-7      |
| 31-22      | Lyons - Alghero                | 39-6      |
| 12-13      | Asti - San Gregorio            | 8-48      |

### Classifica
|  |     | Squadra            | G  | V  | N | P  | PF  | PS  | P±   | B  | Pt |
|  | --- | ------------------ | -- | -- | - | -- | --- | --- | ---- | -- | -- |
|  | 1.  | San Gregorio       | 22 | 19 | 0 | 3  | 608 | 291 | 317  | 9  | 85 |
|  | 2.  | Calvisano          | 22 | 17 | 1 | 4  | 528 | 255 | 273  | 12 | 82 |
|  | 3.  | Fiamme Oro         | 22 | 15 | 0 | 7  | 512 | 309 | 203  | 13 | 73 |
|  | 4.  | CUS Verona         | 22 | 13 | 2 | 7  | 389 | 363 | 26   | 6  | 62 |
|  | 5.  | Pro Recco          | 22 | 11 | 0 | 11 | 428 | 383 | 45   | 12 | 56 |
|  | 6.  | Lyons              | 22 | 11 | 0 | 11 | 414 | 355 | 59   | 10 | 54 |
|  | 7.  | Riviera            | 22 | 10 | 1 | 11 | 378 | 370 | 8    | 9  | 51 |
|  | 8.  | Asti               | 22 | 9  | 0 | 13 | 304 | 378 | −74  | 6  | 42 |
|  | 9.  | Amatori Catania    | 22 | 7  | 0 | 15 | 376 | 436 | −60  | 11 | 39 |
|  | 10. | Gladiatori Sanniti | 22 | 7  | 1 | 14 | 293 | 475 | −182 | 6  | 36 |
|  | 11. | Amatori Alghero    | 22 | 5  | 1 | 16 | 268 | 542 | −274 | 5  | 27 |
|  | 12. | Mirano             | 22 | 5  | 0 | 17 | 271 | 612 | −341 | 3  | 23 |

## Verdetti
- San Gregorio: promossa direttamente in serie A1 2010-11
- Fiamme Oro: promossa in serie A1 dopo i play-off
- Amatori Alghero e Mirano: retrocesse direttamente in serie B 2010-11